# Üvöltés 4. – A vérfarkasklán
Az Üvöltés 4. – A vérfarkasklán (Howling IV: The Original Nightmare)  egy 1988-as amerikai horrorfilm, melyet Gary Brandner regénye alapján Clive Turner (A fűnyíróember) írt és rendezett. Producerként Avi Lerner (The Expendables – A feláldozhatók) működött közre. A főszerepben Michael T. Weiss (A Kaméleon), Romy Windsor (Ál/Arc), Norman Anstey (Az elveszett zsaru) látható. A vérfarkasklán az Üvöltés-sorozat negyedik darabja. A történet nem folytatja az előző részek eseményeit, de Gary Brandner Az Üvöltés (1977) című regényének hűséges adaptációja.
"R" korhatáros besorolást kapott erőszakos, véres jelenetei miatt.
Az Amerikai Egyesült Államokban 1988 novemberében adták ki videón.

## Történet
Marie-t (Romy Windsor), a gyönyörű, fiatal írónőt szörnyű lidérces látomások gyötrik, ezért pszichiátere javaslatára férjével, Richard-al (Michael T. Weiss) a festői Drago-ba utaznak néhány hétre kikapcsolódni. Lelkiállapota helyrebillentése érdekében meglátogatják a helyi vudu cigány nőt (Lamya Derval), kitől gyógyulást remél. Azonban változást nem történik, rémálmai és látomásai folytatódnak. Hamarosan furcsa, félelmetes események történnek körülötte. Amikor a telihold felkúszik az égre, megjelenik a Démon farkasember alakjában, hogy magával ragadja Marie-t a pokolba. A félelem egyre inkább eluralkodik rajta, és a rejtély – úgy tűnik – megoldatlan marad.

## Szereposztás
| Karakter      | Színész          | Magyar hang      |
| ------------- | ---------------- | ---------------- |
| Marie Adams   | Romy Windsor     | Ábrahám Ágnes    |
| Richard Adams | Michael T. Weiss | Dánielfy Zsolt   |
| Janice Hatch  | Susanne Severeid | Bor Adrienne     |
| Eleanor       | Lamya Derval     | Dóka Andrea      |
| Tom Billings  | Antony Hamilton  | Garay Nagy Tamás |
| Sheriff       | Norman Anstey    | Hunyadi László   |

## Produkció
A film forgatása Dél Afrikában történt.

## Kritikai fogadtatás
- Az IMDb filmadatbázison 3.5 ponton állt 2018 novemberében.[2]
- A Rotten Tomatoes kritikagyűjtő esetében a film 6.222 értékelési kritérium alapján 16% -os minősítést kapott.[3]
- Az In Horror Films of the 1980s szerkesztője John Kenneth Muir 1.5/4 ponttal értékelte a filmet.[4] Scott Aaron Stine a The Gorehound's Guide to Splatter Films of the 1980s munkatársa a következőképpen értékelte a negyedik epizódot: "a film teljesen átlagos, az eredeti film újramelegített változata."[5] Mike Mayo, a The Horror Show Guide: The Ultimate Frightfest of Movies a filmmel kapcsolatban így nyilatkozott: "a film egyetlen kapcsolata a sorozattal a címe".[6] Craig J. Clark, a The A.V. Club kritikusa szerint "a buta forgatókönyv, az alacsony költségvetés, és a harmatgyenge speciális effektusok lehetetlenné teszi, hogy a filmet komolyan vegye a néző."[7]

## Megjelenés
A film 2001. szeptember 3-án jelent meg DVD-n az USA-ban. Magyarországon 1994-ben jelent meg videókazettán a Videovox Stúdió Kft. (később Pannóniafilm Kft.) forgalmazásában.

## Háttér-információ
- A költségvetés olyan alacsony volt, hogy a filmet hang nélkül kellett készíteni. Minden hangot be kellett szúrni a gyártás utáni időszakban.[8]
- A Fangoria interjújában Clive Turner [történetiró] elmondta, hogy számára egy "csalódás volt a rendező John Hough munkája, de végül egy tűrhető filmet rakott össze."[9]